# 卡達競技體育場
卡達競技體育場（阿拉伯语：‎）是一座位於卡達杜哈的綜合體育場，為卡達競技的主場。體育場可容納20,000人。2011年亞洲盃足球賽有些賽事也於本體育場舉行。